# Comédie de l'innocence
Pour plus de détails, voir Fiche technique et Distribution.
Comédie de l'innocence est un film français de Raoul Ruiz sorti en 2000.

## Synopsis
Camille est un jeune garçon qui vit confortablement à Paris avec sa mère, Ariane et son père assez absent. Le jour de ses neuf ans, il commence à faire des réflexions étranges, évoquant une autre maison qui serait la sienne. Il vit dans une sorte de rêve éveillé avec un autre enfant imaginaire qu'il appelle Alexandre. Il arrive à convaincre sa mère d'aller voir avec lui cette autre maison où vit une femme inconnue qui a eu un fils, Paul, du même âge mort deux ans auparavant. L'ambiguïté de cette situation improbable s'amplifie quand cette femme, Isabella, avoue connaître Ariane et Camille qui la reconnaît comme sa vraie mère. Entre mensonges, rêves ou manipulation, où est la vérité ?

## Fiche technique
- Réalisation : Raoul Ruiz
- Scénario : Raoul Ruiz, Françoise Dumas, d'après le roman Il figlio di due madri de Massimo Bontempelli
- Image : Jacques Bouquin
- Son : Jean-Claude Brisson
- Décors : Bruno Beaugé
- Montage : Mireille Hannon
- Musique : Jorge Arriagada
- Production : Martine de Clermont-Tonnerre
- Langue : français
- Durée : 100 minutes
- Format : couleur
- Dates de sortie :
  - Festival de Venise : 1er septembre 2000
  -  France : 28 février 2001

## Distribution
- Isabelle Huppert : Ariane
- Jeanne Balibar : Isabella
- Charles Berling : Serge
- Édith Scob : Laurence
- Denis Podalydès : Pierre
- Nils Hugon : Camille
- Laure de Clermont-Tonnerre : Hélène
- Chantal Bronner : Martine
- Bruno Marengo : Alexandre

## Distinction
Le film a été présenté en sélection officielle en compétition Mostra de Venise 2000.